# جنيتشي تاكاهاشي
جنيتشي تاكاهاشي (باليابانية: 高橋 厳一) (مواليد 28 يونيو 1980)، هو لاعب كرة قدم ياباني سابق كان يلعب كلاعب وسط.

## وصلات خارجية
- جنيتشي تاكاهاشي على موقع رابطة كرة القدم اليابانية للمحترفين (اليابانية)
- جنيتشي تاكاهاشي على موقع عالم كرة القدم.نت (الإنجليزية)